# China Airlines-vlucht 120
China Airlines-vlucht 120 was een lijnvlucht van Internationale luchthaven Taiwan Taoyuan in Taiwan naar Naha Airport in Okinawa, Japan. Op 20 augustus 2007 vloog het vliegtuig, een Boeing 737-800, na de landing en het taxiën naar het gategebied op Naha Airport in brand en explodeerde. Vier mensen – drie uit het vliegtuig en één grondpersoneel – raakten gewond bij het ongeval. De brand werd veroorzaakt doordat een losse bout een brandstoftank had doorboord.

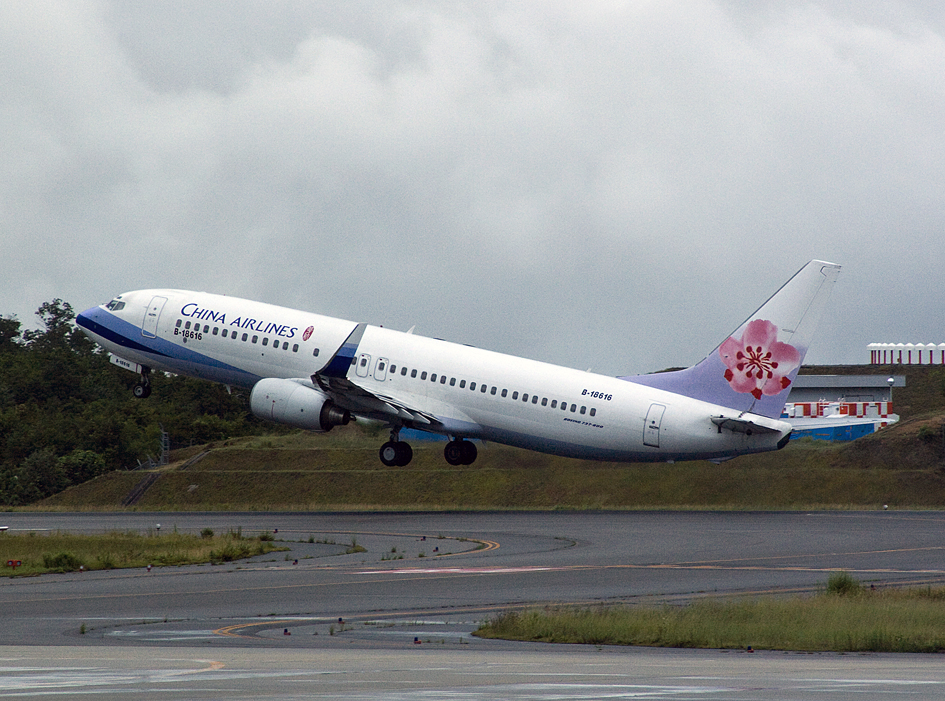
B-18616; het vliegtuig dat betrokken was bij het ongeval op de luchthaven van Hiroshima in 2006.

## Achtergrond
Het vliegtuig van China Airlines, registratie B-18616, maakte zijn eerste vlucht op 11 juli 2002 en werd op 26 juli afgeleverd. Net als andere Boeing 737 Next Generation-vliegtuigen was het uitgerust met CFM56-7B26-motoren.
Er waren 157 passagiers aan boord van het vliegtuig, waaronder 2 baby's. Hiervan kwamen 110 passagiers uit Taiwan, 23 uit Japan en 24 uit andere landen. De achtkoppige bemanning bestond voornamelijk uit Taiwanezen, met één Japanse stewardess.

## Chronologie van het ongeval
Het vliegtuig landde normaal om 10:26 lokale tijd en taxiede om 10:34 naar de gate. Het grondpersoneel merkte dat er vlammen uit motor nummer 2 kwamen toen kapitein You Chien-kou deze uitschakelde in afwachting van de poortverbinding. 
De kapitein werd op de hoogte gebracht door de luchtverkeersleiders, en gaf opdracht tot een noodevacuatie. Alle passagiers en stewardessen wisten via de vier luiken met behulp van glijbanen het vliegtuig veilig te verlaten. Nadat de laatste stewardess via het rechterachterluik was gevlucht, verlieten kapitein You en eerste officier Tseng Ta-wei, de laatste twee mensen aan boord, het vliegtuig via het cockpitraam. De piloten probeerden het ontsnappingstouw in de cockpit te gebruiken om naar de grond te klimmen, maar de eerste officier werd van het touw geslagen toen motor nummer 2 en brandstoftanks aan de rechtervleugel explodeerden, wat een grote vuurbal veroorzaakte die een groot deel van de romp omhulde. De kapitein sprong vervolgens uit het raam zonder gebruik te maken van het touw. Beide piloten bleven ongedeerd en wisten uit het vliegtuig te vluchten. 
Een 57-jarige Taiwanese man leed aan hoge bloeddruk en een 8-jarig meisje uit Hong Kong voelde zich onwel; beiden werden naar een nabijgelegen ziekenhuis gestuurd. Een lid van het grondpersoneel van de luchthaven raakte gewond tijdens de evacuatie op de grond, en een stewardess, die de laatste persoon was die de cabine verliet, viel op de grond toen het vliegtuig explodeerde.
Vanaf het moment dat de brand werd gemeld aan de luchthavenbrandweer, duurde het ongeveer vier en een halve minuut tot het begin van de brandbestrijdingsacties. De Japanse regelgeving vereist een responstijd van drie minuten of minder. De vertraging was gedeeltelijk te wijten aan het feit dat de torenverkeersleider de via de radio verzonden verzoeken van de brandweer om toestemming om de taxibanen te gebruiken om de brand te bereiken, niet kon horen. Omdat er geen reactie kwam, besloot de brandweer de taxibanen toch zonder toestemming te gebruiken.
De taxibanen van Naha Airport waren tot 11:03 uur gesloten vanwege het incident.
Volgens de luchtverkeersleiding van Naha Airport was de status van het vliegtuig normaal, omdat er geen melding was gemaakt van een abnormale situatie tijdens het vliegen of landen.
Na het ongeval heeft de Civil Aeronautics Administration van de Republiek China alle 14 resterende Boeing 737-800's van China Airlines, Mandarin Airlines en de luchtmacht van de Republiek China aan de grond gehouden voor inspectie van de brandstofsystemen. Het Japan Civil Aviation Bureau vroeg Japanse exploitanten van 737-700- en 737-800-vliegtuigen om hun vliegtuigen op dezelfde manier te inspecteren. Er werden geen afwijkingen gevonden en het vliegtuig werd weer in gebruik genomen.

## Onderzoek
De oorzaak van het ongeval werd onderzocht door de Aircraft and Railway Accidents Investigation Commission van Japan. De bemanning had, zoals bevestigd door de opname in de cockpitvoicerecorder, vóór het incident geen afwijkingen waargenomen.
Het onderzoeksteam bevestigde dat het vliegtuig in het gategebied in brand vloog en dat er tijdens het taxiën naar de gate geen tekenen van brandstoflekkage waren. Het onderzoek richtte zich op de mogelijkheid dat een brandstoflek tot de brand had geleid. Op een persconferentie op 24 augustus onthulden onderzoekers dat een bout, die los was gekomen van de lamellenrail, de brandstoftank aan de rechterkant had doorboord, waardoor een gat van 2–3 cm ontstond.

## Nasleep
China Airlines verklaarde dat ze passagiers NT$ 1000 zouden compenseren voor elke kilogram verloren bagage, met een maximum van NT$ 20.000 voor ingecheckte bagage en nog eens NT$ 20.000 voor handbagage.
In de aandelenhandel na het ongeval daalden de aandelen van China Airlines, samen met Taiwan Fire & Marine Insurance Co.
Als gevolg van het ongeval beval de Federal Aviation Administration (FAA) van de Verenigde Staten op 25 augustus noodinspecties van de voorrand van de vleugels van alle Next Generation Boeing 737-vliegtuigen. De Emergency Airworthiness Regulation (EAD) van de FAA verplichtte operators om de eindstop van de lamellenbaan te inspecteren, om te controleren op ontbrekende onderdelen, een juiste installatie te garanderen en de binnenkant van de lamellenbak te controleren op schade en vreemde voorwerpen, waarbij de eerste inspectie binnen 24 uur vereist was, en daarna elke 3000 vluchtcycli een herinspectie. 
Na feedback van voltooide inspecties waarbij losse onderdelen in verschillende andere vliegtuigen aan het licht kwamen en één met een beschadigde lamellenbak, vaardigde de FAA op 28 augustus een nieuwe noodluchtwaardigheidsrichtlijn uit. Luchtvaartmaatschappijen moesten de inspectie van Next Generation Boeing 737-vliegtuigen vervolgens binnen 10 dagen uitvoeren in plaats van 24 dagen. Bovendien vereisten de AD's een eenmalig aandraaien van de moer en de bout in de tegenaanslag voor de lamellenrail binnen 24 dagen.
Op 28 augustus 2009 publiceerde de Japan Transport Safety Board (JTSB) de resultaten van het onderzoek. Het wordt zeer waarschijnlijk geacht dat dit ongeval heeft plaatsgevonden door de volgende causale keten: Toen het vliegtuig de lamellen introk na de landing op Naha Airport, werd de baan waarin zich het binnenboordse hoofdspoor van lamel nr. 5 op de rechtervleugel bevond, doorboord, waardoor er een lek ontstond. Brandstof lekte door het gat naar buiten en bereikte de buitenkant van de vleugel. Er ontstond brand toen de gelekte brandstof in contact kwam met de hete rechtermotor nadat het vliegtuig op de toegewezen plek was gestopt. Het vliegtuig brandde uit na verschillende explosies. 
Wat betreft de oorzaak van het loskomen van de eindstop wordt het zeer waarschijnlijk geacht dat tijdens het onderhoud ter voorkoming van het loskomen van de moer, dat het bedrijf ongeveer anderhalve maand voor het ongeval heeft uitgevoerd, de sluitring aan de moerzijde van het onderdeel eraf viel. Daarna viel de neerwaartse stop aan de moerzijde van het onderdeel eraf en uiteindelijk viel het onderdeel zelf van de rail.
Het wordt zeer waarschijnlijk geacht dat de belangrijkste factor die heeft bijgedragen aan het loskomen van de eindstop het ontwerp was. Normaal dient een sluitring niet om een onderdeel op zijn plaats te houden.
Met betrekking tot het losmaken van de sluitring wordt het waarschijnlijk geacht dat de volgende factoren hieraan hebben bijgedragen: Ondanks het feit dat de moer zich op een locatie bevond die tijdens onderhoud moeilijk toegankelijk of te inspecteren was, heeft noch de fabrikant, noch de luchtvaartmaatschappij hier voldoende aandacht aan besteed bij het opstellen van respectievelijk de servicebrief en de engineeringorder-taakkaart. Bovendien rapporteerden noch de onderhoudsoperator, noch de werkbegeleider de moeilijkheidsgraad van het werk aan superieuren.
China Airlines gebruikt nog steeds vluchtnummer 120 op de route Taipei-Naha.
Dit incident was te zien in seizoen 16 van Mayday. De aflevering was getiteld "Deadly Detail".